# گوسنهایم
گوسنهایم (به آلمانی: Gössenheim) یک شهر در آلمان است که در ماین-اشپسارت واقع شده‌است.